# Grupo 5
Grupo 5 est un groupe péruvien de cumbia et merengue, originaire de Monsefú, dans la province de Chiclayo. Ses dirigeants actuels sont les frères Elmer, Andy et Christian, fils d'Elmer Yaipén Uypan, fondateur avec son frère Víctor.

## Histoire

### Formation et débuts (1973–1982)
Le groupe se forme par les frères Elmer et Víctor Yaipén Uypan à Monsefú, dans la province de Chiclayo, le 31 janvier 1973. Des recueils de chansons arrivant du Mexique dans leur ville natale, par groupes : Grupo 1, 2, 3, 4 et 6, ils décident de l'appeler Grupo 5,,, en référence au recueil de chansons qui n'est jamais arrivé.
Au départ, le groupe se consacre à l'interprétation de ballades et compte cinq membres : Un chanteur, une première et une deuxième guitare, un piano et une batterie. Grâce au succès des singles No pongas ese disco et Recuérdame, deux albums homonymes sont publiés, en 1980 et 1981 respectivement, sous le label Infopesa. Dans le cas de No pongas ese disco, une autre version est sortie sur le label Micsa en Argentine.

### Changement de style (1983–1998)
Lorsque la cumbia péruvienne s'installe avec les groupes Agua Marina et Armonía 10, leur troisième album avec Infopesa, El show internacional del Grupo 5, sort, le premier album de cumbia, qui contient également des ballades et du disco. Le quatrième et dernier album avec Infopesa et le producteur Alberto Maraví est Sueño contigo, dont la moitié du répertoire est de la cumbia avec un mélange de disco. Après le bon accueil, le groupe joue de la cumbia depuis,. Le groupe participe avec enthousiasme à des événements sociaux et compose des chansons telles que Tormenta, qui devient disque d'or dans le pays en 1983, Pagarás, Sueño contigo et Amigo. En 1994, ils commencent à donner des concerts dans les pays voisins afin de s'internationaliser, et Elmer rencontre alors Lisandro Meza, qui contribue à la diffusion de la musique dans le nord de l'Amérique du Sud.
En 1995, les fils d'Elmer Yaipén, Elmer Jr. et Andy, rejoignent le groupe.

### Décès d'Elmer Yaipén Uypan (1999)
Le 9 novembre 1999, Elmer Yaipén Uypan est impliqué dans un accident de la circulation alors qu'il se rend de San Antonio de Chiclayo à Monsefú vers 4 heures du matin. Yaipén Uypán conduit avec son fils Elmer Yaipén Quesquén et trois autres membres de sa famille lorsqu'un camion prend le virage et entre en collision avec sa voiture. Elmer Sr. décède, tandis que son fils Elmer Jr. est blessé,. Le jour des funérailles, le cortège funèbre d'Elmer Yaipén Uypan était accompagné d'environ 30 000 personnes,.

### Retour (2006–2017)
En 2006, le groupe réapparaît sous la direction d'Elmer Jr. Lui et son frère Andy achètent les droits de certaines des chansons composées par Estanis Mogollón. Le groupe sort ainsi des comédies musicales dansantes telles que Motor y motivo, Te vas, Adiós amor, Quién cura, Morir de amor, Me enamoré de ti y qué, Me olvidé de tu amor, et El tao tao, entre autres,,,,,. Par la suite, certaines de leurs chansons sont cédées au chanteur chilien Américo, pour qu'elles soient popularisées en dehors du pays. En 2008, le groupe se rend pour la première fois au Japon pour une tournée nationale,. Ils participent également au Festival péruvien du New Jersey (Festival Peruano de Nueva Jersey), aux États-Unis,,.
Lors d'une visite en Argentine, l'émission Sábados de pasión de l'animatrice Marcela Baños les qualifie d'« ambassadeurs de la cumbia péruvienne ». Mi-2010, après leur concert anniversaire qui réunit 10 000 spectateurs, ils effectuent une tournée aux États-Unis, intitulée Puro Corazón 2010. En 2012, ils enregistrent la chanson El ritmo de mi corazón, composée par Gian Marco. En 2013, à l'occasion du quarantième anniversaire du groupe, ils effectuent une tournée en Bolivie, en Australie et dans certains pays européens.

### Arrivée de Christian Yaipén (depuis 2015)
En 2015, Christian Yaipén, le plus jeune fils d'Elmer, après avoir commencé en tant qu'artiste récurrent en 2008, prend le rôle de chanteur principal du groupe, après avoir obtenu un diplôme en écriture et production de musique contemporaine au Berklee College of Music,. Peu après, le groupe signe avec le distributeur ONErpm,. En 2019, ils sortent la chanson thème Una Noche Contigo et Sobredosis avec le musicien colombien Alberto Barros.
Malgré les restrictions dues à la pandémie de Covid-19, qui les contraint à annuler des tournées nationales, ils reçoivent l'année suivante le prix Luces du meilleur concert en streaming en 2020. En décembre 2021, les membres sont invités à se produire lors d'une émission spéciale du Nouvel An sur Latina Television, devenant ainsi une tendance sur les réseaux sociaux.
En 2022, ils donnent trois concerts à l'amphithéâtre du Parque de la Exposición lors d'un concert intitulé Noche de Oro (Nuit d'or) qui établit un record de vente de 15 minutes après avoir écoulé tous les billets. En 2023, ils donnent trois concerts dans le stade San Marcos pour commémorer leur 50e anniversaire, réalisant un exploit dans le domaine de la cumbia péruvienne en étant le seul groupe à réunir plus de 150 000 spectateurs. En outre, une nouvelle interprétation de Eres mi bien avec Noel Schajris est annoncée.

## Accueil
Après avoir remporté plusieurs prix et plusieurs disques d'or pour ses enregistrements, Grupo 5 est considéré comme le groupe d'or du Pérou (Grupo de Oro del Perú),,,. Il est aussi l'un des orchestres qui ont influencé la cumbia péruvienne du nord à la fin des années 1990, avec Agua Marina et Armonía 10. En 2020, le magazine américain Billboard les inclut dans sa liste des « 15 artistes péruviens à avoir sur votre radar », les qualifiant de « groupe de cumbia le plus populaire du Pérou »,,,.

## Discographie

### Albums studio
- 1980 : No pongas ese disco
- 1981 : Recuérdame
- 1983 : El show internacional del... Grupo 5
- 1984 : Sueño contigo
- 1992 : Corazón herido
- 1994 : Amarte hasta la muerte
- 1995 : Viva el amor
- 1999 : Quiero olvidarte
- 2000 : Así se goza con... Grupo 5
- 2005 : Motor y motivo
- 2007 : La amante
- 2009 : Puro corazón
- 2012 : El ritmo de mi corazón
- 2020 : El ritmo de mi corazón (version remasterisée)
- 2020 : Llorar, llorar

### Compilations
- 2006 : Éxitos del 2006
- 2007 : Éxitos 2007
- 2008 : El fiestón del Grupo 5
- 2008 : A gozar y bailar con... Grupo 5, vol. 1
- 2010 : A gozar y bailar con... Grupo 5, vol. 2
- 2015 : En vivo (2cds)
- 2018 : Elmer vive 2018
- 2019 : Elmer Vive 2019

### Albums live
- 2003 : Lo nuevo y lo mejor del Grupo 5... no me dejes... en concierto
- 2008 : El fiestón del Grupo 5, en vivo
- 2017 : Elmer vive (en vivo)
- 2018 : Teatro Gran Rex
- 2019 : Live in Madrid
- 2020 : Elmer vive 2020 (en vivo)
- 2022 : El fiestón de Año Nuevo (en vivo)
- 2023 : Noche de oro (en vivo)